# Limenitis oberthuri
Limenitis oberthuri är en fjärilsart som beskrevs av John Henry Leech 1890. Limenitis oberthuri ingår i släktet Limenitis och familjen praktfjärilar. Inga underarter finns listade i Catalogue of Life.